# 板垣修悦
板垣 修悦（いたがき しゅうえつ、1942年生）は、日本の造園家。
東京都生まれ。1964年千葉大学園芸学部卒。1965年同学部専攻科修了。1966年東京都建設局西部公園緑地事務所に勤務。2001年東京都建設局恩賜上野動物園で退職 東京都建設局東部公園緑地事務所工事課嘱託。

## 参考
1. 1 2  石内他 2003[出典無効]